# Blood Creek
Blood Creek (OT: Town Creek, AT: Creek) ist ein US-amerikanischer Horrorfilm aus dem Jahr 2009 von Joel Schumacher.

## Handlung
Drei Jahre vor Beginn des Zweiten Weltkriegs, im Jahr 1936, wird der deutsche Okkultist Richard Wirth von Heinrich Himmler nach Amerika geschickt. Er kommt dort bei Familie Wollner unter, die ihre Farm auf einem alten nordischen Runenstein errichtet hat. Was die Familie nicht ahnt: Wirth will über die Runenmagie ewiges Leben und ein drittes Auge erhalten. Er verzaubert die Familie, die es jedoch rechtzeitig schafft, hinter seine Pläne zu kommen. Familie Wollner muss nun ewig leben, hält Wirth aber auf ihrer Farm gefangen. Doch Wirth benötigt Blut zum Überleben und hat weiterhin Macht über die Wollners. Anfangs werden Familienmitglieder wie Liese als Blutspender herangezogen, doch im Laufe der Zeit nimmt die Familie fremde Menschen gefangen und bietet sie Wirth als Opfer an.
In der Gegenwart: Der Irakkriegsveteran Victor Alan Marshall, der von den Wollners gefangen genommen worden ist, kann der Familie entkommen und sucht seinen Bruder Evan Marshall auf. Ohne ihn über die Hintergründe einzuweihen, schleppt er ihn bewaffnet zur Farm. Dort töten sie ein Mitglied der Familie, weil die Brüder noch nicht wissen, dass die Familie gezwungenermaßen handelt, und nehmen Liese Wollner und ihre Großmutter gefangen. Langsam kommen sie hinter das Geheimnis, doch Wirth kann sich befreien, als Victor den Vater der Familie zu töten versucht, der den Marshalls schlussendlich aber hilft, damit Wirth endlich aus ihrem Leben verschwindet. Wirth verwendet Totenmagie und Blutzauber, um Tiere und Menschen unter seinen Bann zu bringen und das Haus der Familie, in der sich alle befinden, zu stürmen. Er selbst kann das Haus nicht mehr betreten, da die Familie alte Runen an die Eingänge gemalt hat, an denen Wirth nicht vorbei kann.
Zusammen mit Liese entwerfen die Marshalls einen Plan, um Wirth zu töten: Aus den Knochen seiner Vorfahren hat die Familie eine Art Rüstung entwickelt, die Wirth nicht zerstören kann, denn gegen sein eigenes Blut kann sich Wirth nicht erheben; das Blut seiner Ahnen und sein eigenes sind für Wirth tödlich, es wirkt bei ihm wie ein Gift. Während Victor Wirth ablenkt, präpariert Liese Evans’ offene Wunden mit dem Knochenmark von Wirths Vorfahren, und ihr Plan gelingt: Wirth stirbt, als er Evan aussaugen will, kurz bevor das dritte Auge ihm Unsterblichkeit verleihen kann. Die überlebenden Mitglieder der Familie Wollner altern nun rapide und sterben. Kurz vor ihrem Tod teilt Liese Evan jedoch noch mit, dass Himmler einst noch acht weitere Okkultisten nach Amerika gesandt hat. Nachdem sie die Farm niedergebrannt haben, bleibt Victor bei seiner Familie und Evan macht sich auf, die restlichen Männer zu suchen.

## Produktion
Die Besetzung der Hauptrolle wechselte mehrfach, so sollte zuerst Chris Klein und dann Jesse Metcalfe die Rolle des Evan Marshall übernehmen. Schließlich wurde Henry Cavill für die Hauptrolle verpflichtet. Der Film wurde vom 1. bis zum 25. März 2007 in Bukarest, Rumänien gedreht.  Während der Dreharbeiten kam es zu Meinungsverschiedenheiten zwischen Regisseur Joel Schumacher und Drehbuchautor David Kajganich. Ein Teil des Drehbuchs wurde dann von Schumacher neu verfasst.

## Kritik
Das Potential von Joel Schumachers Blood Creek wurde nach Meinung vieler Kritiker verschwendet. So wurde der Film nur in wenigen Kinos aufgeführt und verschwand relativ früh in den Videotheken. Im deutschsprachigen Raum veröffentlichte Lionsgate ihn am 23. April 2010 direkt als DVD. Zwar wäre der Film nicht überragend, aber für Horrorfans auf jeden Fall eine Empfehlung wert, nicht zuletzt durch die guten Leistungen der Schauspieler und die solide Regie von Schumacher.

„Blood Creek ist ein sehr guter Horrorfilm – ein wahrhaft selten gewordenes Exemplar also –, der all die Elemente hat, die einen gelungenen Schocker ausmachen. Joel Schumacher reduziert eine potenziell zerfahrene Geschichte auf das Wesentliche, nämlich auf das Grauen und die bedrohten Menschen mittendrin. Eine ebenso saftige wie spannende Höllenfahrt, die auch von der Beschränkung von Zeit und Raum lebt, von einer erlesenen Visualität und, nicht zuletzt, seinen guten Darstellern. Was für eine angenehme Überraschung!“

Das Lexikon des Internationalen Films urteilte: „Fragwürdiger Horrorfilm voller NS-Symbolik, der den Niedergang des Regisseurs markiert.“